# Ensino superior no Brasil

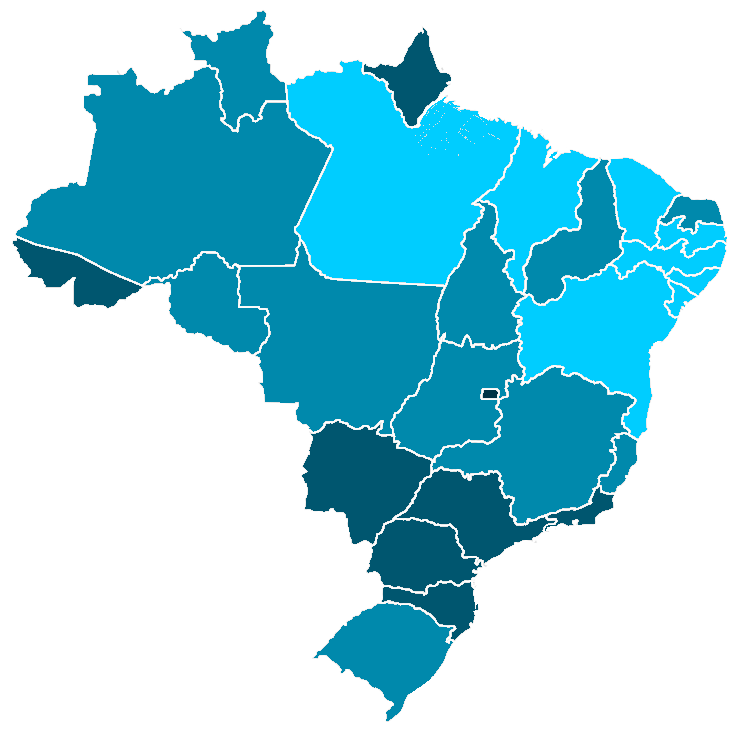
Percentual da população com ensino superior completo, em 2022 por estados do Brasil, de acordo com a PNAD-C/A do IBGE.
> 25%
20% – 25%
15% – 20%
10% – 15%
< 10%

O ensino superior no Brasil foi, durante maior parte da história da educação no país, dominado por escolas superiores profissionais e faculdades isoladas. Em geral, as primeiras faculdades foram criadas após a transferência da corte portuguesa para o Brasil em 1808. Naquele ano, D. João VI criou uma escola superior de Medicina, de técnicas agrícolas, entre outras. Já as universidades — isto é, instituições que englobam várias escolas superiores destinadas à especialização profissional e científica — surgiram mais tardiamente, apenas no século XX, enquanto na América espanhola elas já se faziam presentes desde o século XVI.
Na década de 1990, apenas 5,7% pessoas de 25 anos ou mais de idade tinham o ensino superior completo. Em 2000 esse percentual era 6,7%; na década seguinte 6,8%, em 2010. Em 2020, o percentual mais do que dobrou, chegando a 18% da população, de acordo com a Pesquisa Nacional por Amostra de Domicílios Contínua Anual (PNAD-C/A). Segundo o Ministério da Educação (MEC), o dado mais recente aponta que 23% da população possui o ensino superior completo, em 2023.

## História
Ver também: Lista de unidades federativas do Brasil por porcentagem de pessoas com nível superior completo

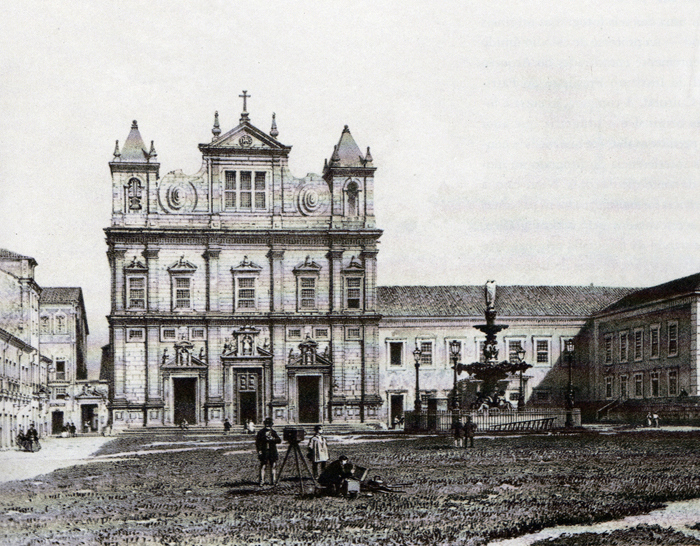
Fotografia de uma litografia retratando o Colégio dos Jesuítas, que oferecia o curso superior em Teologia e Ciências Sagradas até a expulsão dos jesuítas em 1759, à direita é possível notar a edificação que abrigaria a Faculdade de Medicina da Bahia, Salvador (século XIX)

O Colégio dos Jesuítas foi uma instituição educacional do Brasil Colônia que funcionou em Salvador, então capital colonial, entre 1553 e 1759, sendo lá ministrado o curso de Teologia e Ciências Sagradas, visando a formação de sacerdotes.
Em 17 de dezembro de 1792, foi instalada na cidade do Rio de Janeiro, então capital do Estado do Brasil, a Real Academia de Artilharia, Fortificação e Desenho, com os moldes da Academia Real de Fortificação, Artilharia e Desenho, fundada dois anos antes em Lisboa. É considerada uma precursora do ensino militar e de engenharia, tanto no Brasil como no próprio continente americano, mas não era exatamente um graduação livre, tendo como objetivo a formação de oficiais do Exército Português, para atuar em infantaria, cavalaria, cursos que duravam três ano, artilharia, de cinco anos, e engenharia militar, seis anos, tal como na Academia de Lisboa.

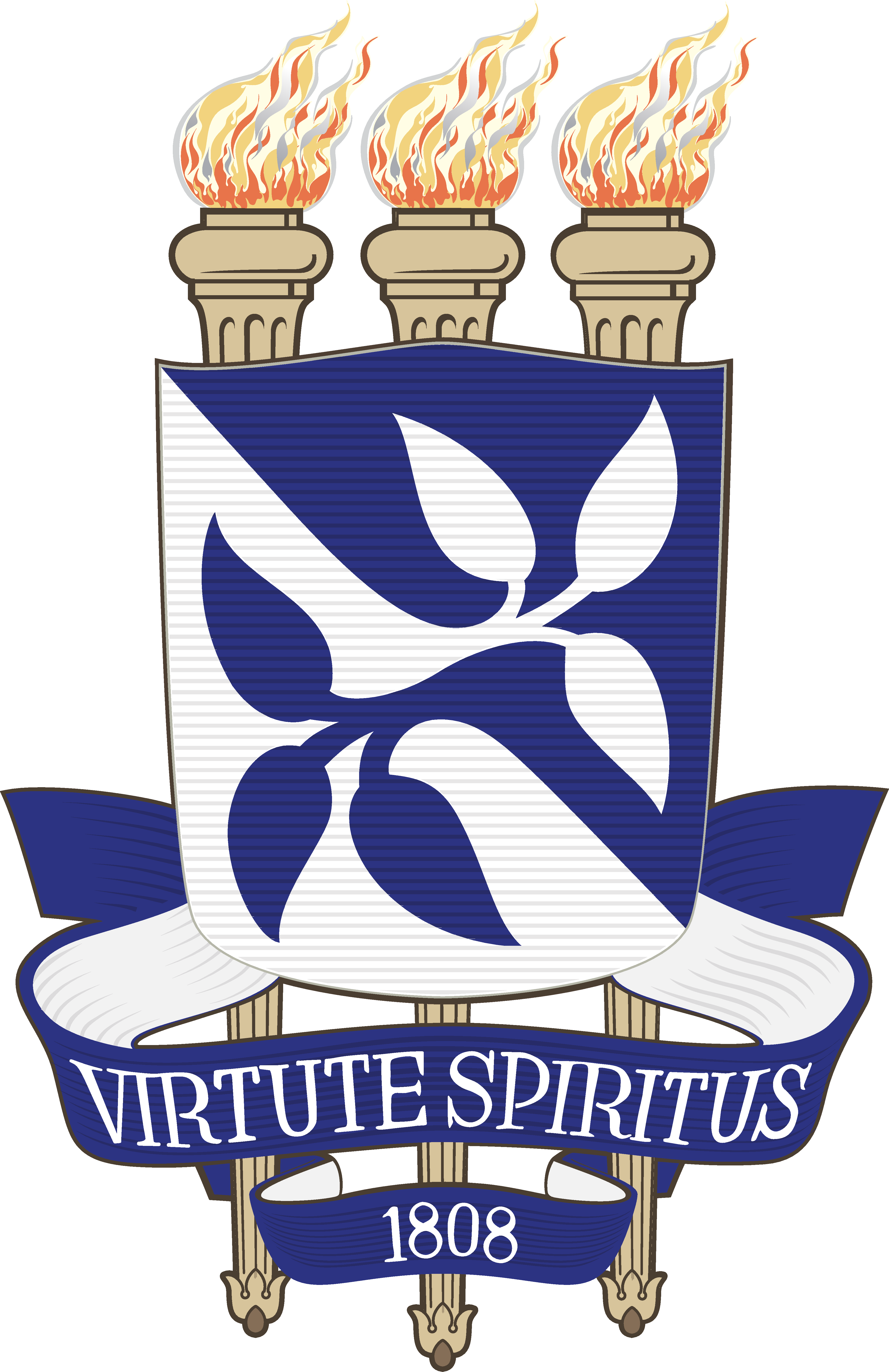
Brasão da Universidade Federal da Bahia, onde é possível encontrar o ano de 1808. Várias instituições da época contam com tal ano em seus símbolos, como a Imprensa Nacional e o Jardim Botânico do Rio de Janeiro

Mas foi somente a partir de 1808 que o Brasil começou a contar com escolas superiores livres, para formação de graduados. Neste ano, a Família Real Portuguesa, chefiada pelo príncipe regente Dom João VI, parte para o Brasil fugindo do exército de Napoleão, que havia invadido Portugal em 1807. É, neste processo, que os portugueses passam a visualizar a necessidade de modernizar e qualificar o local onde eles estariam instalados. Portanto, antes de desembarcar no destino final, que seria o Rio de Janeiro, eles passam por Salvador. Lá, ocorre um dos primeiros passos para a independência científica e cultural do Brasil: a fundação, em 22 de janeiro de 1808, da efetiva primeira instituição de ensino superior do Brasil, a Escola de Cirurgia da Bahia, hoje Faculdade de Medicina da Bahia da Universidade Federal da Bahia. Após a chegada no destino final, ainda no mesmo ano, em 5 de novembro, é fundada a  Escola de Anatomia, Medicina e Cirurgia do Rio de Janeiro, atual Faculdade de Medicina da Universidade Federal do Rio de Janeiro, estas duas pioneiras foram abertas sob carta régia assinada pelo príncipe regente sob influência do médico pernambucano Correia Picanço. Nos períodos sequentes, entre entre 1808 e 1810, o governo português fundou diferentes outras instituições voltadas para diferentes áreas, como educação, cultura e exército, como a Real Academia Naval e a Real Academia Militar, ambas escolas militares, a Biblioteca Nacional, a Imprensa Nacional e o Jardim Botânico do Rio de Janeiro.

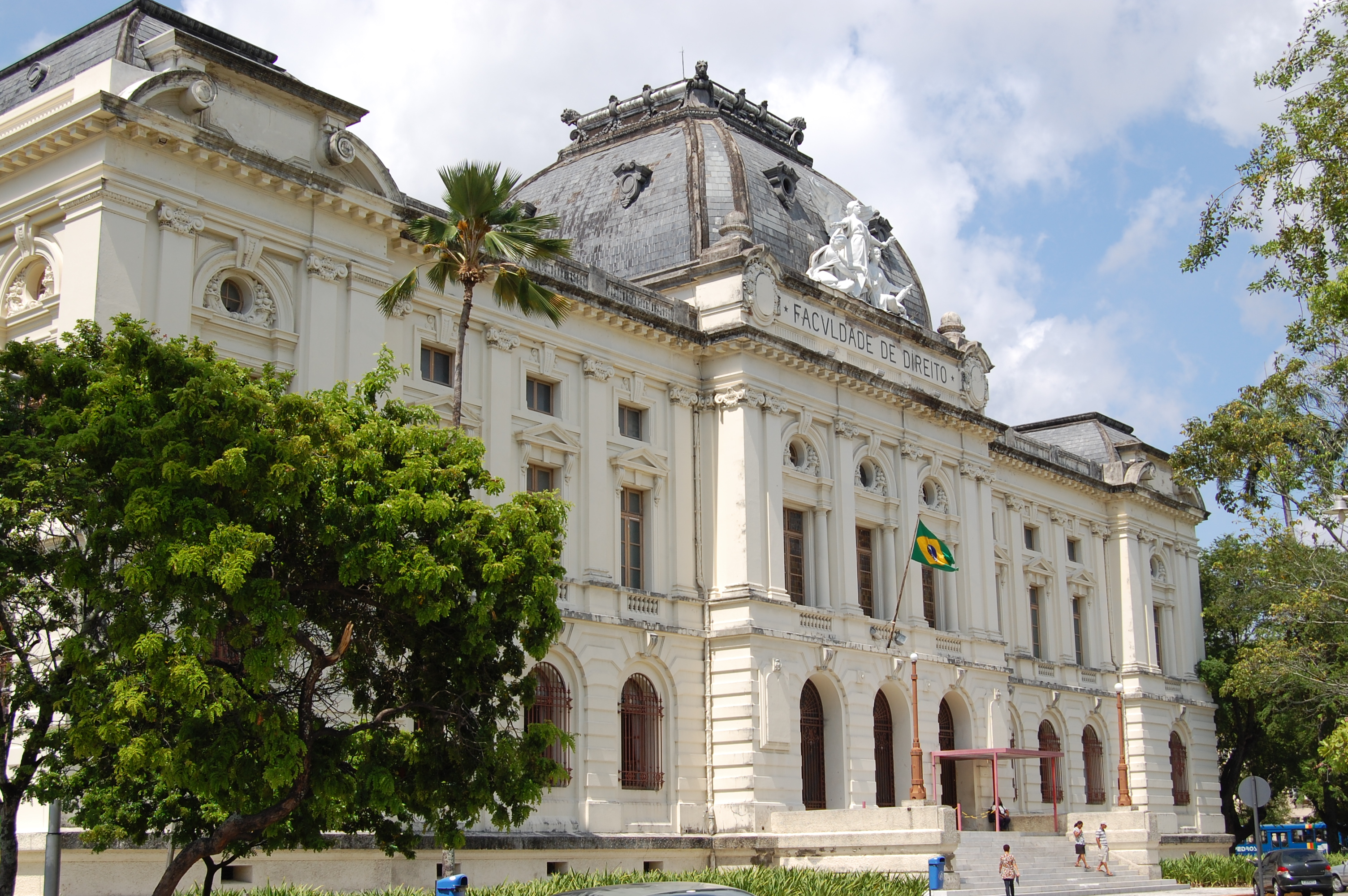
Faculdade de Direito do Recife (1827), que compartilha o título de mais antiga faculdade de Direito do Brasil ao lado do Faculdade de Direito da Universidade de São Paulo

Com o Brasil já independente, em 1827, foram fundadas, na mesma data, as duas primeiras instituições voltadas para o ensino de direito: a Faculdade de Direito de Olinda, hoje Centro de Ciências Jurídicas da Universidade Federal de Pernambuco, e a Faculdade de Direito de São Paulo, que hoje é parte da Universidade de São Paulo.
As primeiras instituições com o status de universidades (conjunto de cursos superiores) surgiram no Brasil somente no início do século XX, em muito atraso em relação a outros locais do continente americano, onde as tal modelo de reunião universitária já datava, em alguns locais, o século XVI: a Universidade de São Domingos, fundada em 1538, é a a mais antiga do Novo Mundo. Porém, também se destacam, na América, o pioneirismo das Universidades de San Marcos (Peru, 1551), do México (1553), de Santo Antônio do Cusco (1692), de Havana (1728), de Santiago (1738), Harvard (1636) e Yale (1701). Quando foi criada a Universidade do Rio de Janeiro, em 1920, os Estados Unidos já contava com 78 instituições com status de universidade. Na América Latina, eram 20.

No Brasil, portanto, a primeira com concepção de universidade foi a Escola Universitária Livre de Manáos, hoje Universidade Federal do Amazonas, formada em 1909 a partir elevação da Escola de Instrução Militar do Amazonas. Em sequência, em 1912, a Universidade do Paraná, hoje Universidade Federal do Paraná, é fundada. Inclusive, defendendo ser a primeira instituição universitária do Brasil, título que é mais referenciado à federal amazonense. Porém, o processo que mais marcou o Brasil foi o de união de instituições de ensino superior, como Faculdades, Escolas e Academias, para formar as Universidades. Isso se repete em boa parte dos estados brasileiros, especialmente com as maiores federais de cada unidade da federação. São exemplos destaque desses processos:

Pintura de Edgard do Rêgo Santos, o Reitor Magnífico, patrono da Universidade Federal da Bahia e ministro da Educação do Governo de Getúlio Vargas, um dos maiores nomes atuantes em defesa, expansão e construção do ensino superior no Brasil

- A Universidade Federal do Rio de Janeiro que surge, em 1920, com o nome de "Universidade do Rio de Janeiro" a partir da união e de diferentes entes, em especial a Escola Politécnica, que havia surgido a partir da Academia Real de Fortificação, Artilharia e Desenho, da Escola de Anatomia, Medicina e Cirurgia, que tornou-se Faculdade de Medicina, e das Faculdades Livre de Direito e de Ciências Jurídicas e Sociais, que juntas foram fundidas na Faculdade de Direito.[14][15][20][21][22]
- A Universidade Federal de Minas Gerais, organizada em 1927 com o nome de "Universidade de Minas Gerais" após a união da Faculdade de Direito, fundada em 1892 em Ouro Preto, da Escola Livre de Odontologia, que tornou-se Faculdade de Odontologia, da Faculdade de Medicina e da Escola Livre de Engenharia, hoje Escola de Engenharia.[23]
- O estado de São Paulo, destacado como uma dos entes da federação mais ricos do país na década de 1930, recebeu um apoio do governo estadual para que fosse aberta uma Universidade. Neste cenário, foi criada, em 1934, a Universidade de São Paulo, que tornou-se o maior centro de pesquisa nacional, com a união da Faculdade de Filosofia, Ciências e Letras, hoje Faculdade de Filosofia, Letras e Ciências Humanas, com as Escola Politécnica, à época "Escola Politécnica de São Paulo", a Escola Superior de Agricultura "Luiz de Queiroz", até então denominada "Escola Agrícola Prática Luiz de Queiroz", a Faculdade de Medicina, então "Faculdade de Medicina de São Paulo", a Faculdade de Direito, então Faculdade de Direito de São Paulo, e a Faculdade de Farmácia e Odontologia, que em 1962 se tornaram as Faculdades de Odontologia e de Ciências Farmacêuticas.[8]
- A Universidade Federal da Bahia foi organizada em 1946, com o nome de "Universidade da Bahia", por Edgard Santos, que aproveitou a chegada, no Brasil, de diferentes intelectuais e artistas da Vanguarda Europeia, em razão da Segunda Guerra Mundial. As primeiras instituições a se unirem ao projeto de Santos foram a Faculdade de Medicina da Bahia, fundada em 1808, que na época contava com as Escolas Anexas de Odontologia e Farmácia; a Faculdade de Direito da Bahia, fundada em 1891, atualmente Faculdade de Direito; a Escola Politécnica da Bahia, fundada em 1897, hoje Escola Politécnica; a Escola Comercial da Bahia, fundada em 1905, atualmente Faculdade de Ciências Econômicas; e a Faculdade de Filosofia da Bahia, fundada em 1941, que hoje é a Faculdade de Filosofia e Ciências Humanas. Nos anos seguintes, diferentes instituições independentes aderiram à Universidade, como a Escola de Belas Artes, que havia sido fundada em 1877 como Academia de Belas Artes, e outras foram foram fundadas como Unidades Acadêmicas, como as Escolas de Música, aberta em 1954, de Teatro, a primeira da América Latina a ofertar o curso superior em Artes Cênicas, e a de Dança, ambas fundadas em 1956. Todo esse processo foi decisivo para a formação do Cinema Novo e da Tropicália, destacando a Universidade nas artes e abrigando nomes como Gilberto Gil, Caetano Veloso, Maria Bethânia, Eliana Kertész e Yêdamaria. Por seu feito, Edgard Santos recebeu, do Senado Federal, o epíteto de "o Reitor Magnífico".[24][25][26][27][28]
- A Universidade Federal de Pernambuco foi organizada em 1946, pouco tempo após a Universidade Federal da Bahia, com o nome de "Universidade do Recife". Sua formação resultou da união de diversas instituições, como a Faculdade de Direito do Recife, fundada em 1827 como "Faculdade de Direito de Olinda" e atualmente denominada Centro de Ciências Jurídicas; a Escola de Engenharia de Pernambuco, fundada em 1895 e hoje o Centro de Tecnologia e Geociências; a Escola de Farmácia, fundada em 1903 e atualmente parte do Centro de Ciências da Saúde; a Escola de Odontologia, fundada em 1913 e também incorporada ao Centro de Ciências da Saúde; a Faculdade de Medicina do Recife, criada em 1915, sendo hoje o Centro de Ciências Médicas; a Escola de Belas Artes de Pernambuco, fundada em 1932 e atualmente parte do Centro de Artes e Comunicação; e a Faculdade de Filosofia do Recife, estabelecida em 1940 e hoje o Centro de Filosofia e Ciências Humanas.[29][30][31]

## Composição
No Brasil, a educação superior é composta por quatro modalidades (Art. 44 da lei 9.394, LDB):
- curso sequencial (os quais podiam ser também de formação específica, que conferiam diploma), que após nova resolução — em 2017[32] — são agora somente de complementação de estudos para já graduados (diferentemente de antes da resolução CNE/CES N.º 1/2017, onde era superior pós-médio também[33]) e oferecem ainda certificado de conclusão para esta formação minor);[34]
- graduação, que compreende:
  - tecnologia;
  - licenciatura;
  - bacharelado;
- pós-graduação, composta pelos níveis de especialização[35] (lato sensu), mestrado e doutorado (stricto sensu);
- extensão, representada por cursos livres e abertos a candidatos que atendam aos requisitos determinados pelas instituições de ensino.

Esses quatro tipos de cursos superiores são ministrados em instituições diversas, como as universidades, os centros universitários e as faculdades. Existem, ainda, outras denominações, como institutos superiores, escolas superiores e faculdades integradas, por exemplo.
As instituições de ensino superior, no Brasil, pode ser públicas ou privadas. As públicas são criadas e mantidas pelo poder público nas três esferas — federal, estadual e municipal. As instituições privadas são criadas e mantidas por pessoas jurídicas de direito privado, com ou sem fins lucrativos.

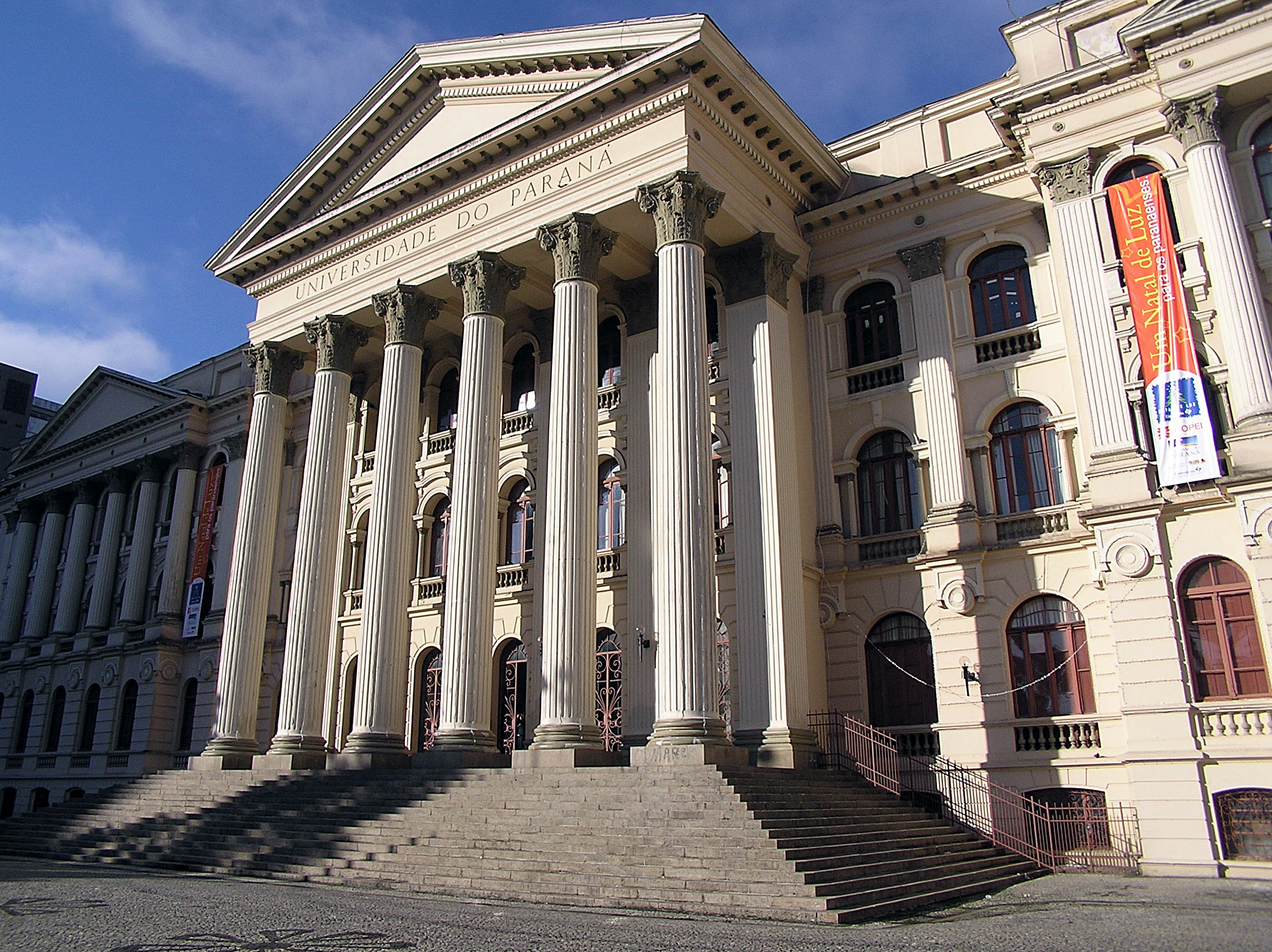
Universidade Federal do Paraná (1912), uma das mais antigas instituições de ensino superior do país

Nas instituições públicas, o ensino superior de graduação e pós-graduação stricto sensu é gratuito, por força de norma constitucional. Já em relação à pós-graduação lato sensu, diversas dessas instituições praticam a permissão — totalmente ampliada pelo Supremo Tribunal Federal em abril de 2017 — para cobrarem mensalidades de seus alunos, o que é objeto de crítica por parte de profissionais da educação.
Há uma ampla oferta de cursos de graduação noturnos, que permitem aos já inseridos no mercado de trabalho (que em sua maioria exercem suas atividades profissionais durante o dia) frequentar o ensino superior; paradoxalmente, porém, essa oferta concentra-se principalmente nas instituições privadas, embora nos últimos anos venha se registrando uma movimentação do sistema público para incremento da oferta de vagas em cursos noturnos.[carece de fontes?]
Na primeira década do século XXI, o ensino superior foi dominado (em termos de quantidade) pelas instituições particulares de ensino. A partir do total de matrículas, apenas duas instituições são públicas na lista das dez maiores.
Entre os anos 2000 e 2010, houve, segundo o IBGE, um crescimento no percentual da população com diplomas de ensino superior: de 4,4% subiu para 7,9%. Entretanto, o total de recursos destinados à educação não aumentou em proporção equivalente, ficando abaixo do crescimento de formandos.

## Classificação Webomettrics 2022 de Universidades do Brasil
| Classificação Nacional | Classificação Mundial | Universidade                           | Símbolo | sigla   | tipo             | web             | Localização      |
| ---------------------- | --------------------- | -------------------------------------- | ------- | ------- | ---------------- | --------------- | ---------------- |
| 1                      | 72                    | Universidade de São Paulo              |         | USP     | Pública Estadual | www5.usp.br/    | São Paulo        |
| 2                      | 236                   | Universidade Estadual de Campinas      |         | UNICAMP | Pública Estadual | www.unicamp.br/ | São Paulo        |
| 3                      | 278                   | Universidade Federal do Rio de Janeiro |         | UFRJ    | Pública federal  | ufrj.br/        | Rio de Janeiro   |
| 4                      | 298                   | Universidade Federal de Minas Gerais   |         | UFMG    | Pública federal  | ucb.edu.bo      | Minas Gerais     |
| 5                      | 345                   | Universidade Estadual Paulista         |         | UNESP   | Pública Estadual | www.unesp.br    | São Paulo        |
| 6                      | 427                   | Universidade Federal de Santa Catarina |         | UFSC    | Pública federal  | ufsc.br/        | Santa Catarina   |
| 7                      | 592                   | Universidade de Brasília               |         | UNB     | Pública Estadual | www.unb.br/     | Distrito Federal |
| 8                      | 593                   | Universidade Federal do Paraná         |         | UFPR    | Pública federal  | www.ufpr.br/    | Paraná           |
| 9                      | 596                   | Universidade Federal Fluminense        |         | UFF     | Pública federal  | www.uff.br/     | Rio de Janeiro   |
| 10                     | 667                   | Universidade Federal de São Carlos     |         | UFSCAR  | Pública federal  | www.ufscar.br/  | São Paulo        |

## Educação a distância
No Brasil, a educação superior é ofertada nas modalidades: a) Presencial, na qual todas as disciplinas são atendidas em sala de aula; b) EaD, na qual todas as disciplinas são cursadas de modo online, exceto as atividades obrigatoriamente exercidas presencialmente, por força da legislação; c) Semipresencial (híbrido, blended), na qual parte das disciplinas são cursadas de modo presencial e as demais a distância.
A EaD no ensino superior começou a ser ofertada em torno de 2003, obtendo expressivo crescimento de 1.120% sobre as matrículas de 2005 e atingindo, em 2015, a 1,4 milhão de alunos, o equivalente a 21% da presencial. Neste mesmo período, a modalidade presencial cresceu 46%, obtendo 6,6 milhões de matrículas em 2015.

## Pós-graduação
As pós-graduações lato sensu são especializações e aperfeiçoamentos com duração de um a dois anos e não confere título acadêmico. No final do curso o aluno deve apresentar um trabalho de conclusão de curso. (Exemplo de lato sensu: MBA, especialização, residência médica, entre outros). Pós-graduação stricto sensu são cursos que confere título acadêmico. Após a graduação o aluno deve fazer obrigatoriamente mestrado com duração de dois anos e após esse período apresentar uma dissertação de mestrado. Caso seja aprovado pela banca examinadora receberá o título de mestre. O curso de doutorado no Brasil é o curso de maior grau acadêmico. Para cursar esta pós graduação é necessário possuir o título de Mestre. O doutorado possui duração de quatro anos e deve ser obrigatoriamente inédito. Após quatro anos de curso o aluno apresentará a tese de doutorado para uma banca avaliadora, caso seja aprovado receberá o título de Doutor.
As especializações (incluído MBA) podem ser cursadas em qualquer momento após a formação inicial da graduação. Nesse caso, não tem o que fazer primeiro, se mestrado ou doutorado, a especialização pode ser feita antes do mestrado e do doutorado, ou depois. Depende da necessidade em se especializar e se instrumentalizar. Tem geralmente duração de um a dois anos e não confere título acadêmico
Mestrado é uma pós-graduação cuja duração varia de um ano e seis meses a dois anos, ou seja, de dezoito a vinte e quatro meses. Para cursar o mestrado basta ter se graduado em qualquer área do conhecimento, seja na licenciatura ou no bacharelado. Por exemplo, se um graduado iniciar um mestrado logo após concluir a graduação, poderá atingir o grau de mestre na idade mínima de 23 a 25 anos.
Doutorado é uma pós-graduação que tem sua duração maior que o mestrado e é voltado exclusivamente para a pesquisa. A duração do doutorado é de quarenta e oito meses, ou seja, quatro anos. Por exemplo, se um doutorando iniciar um doutorado logo após concluir um mestrado aos 23 a 25 anos, poderá atingir o grau de doutor na idade mínima de 27 a 29 anos.

## Críticas

### Banco Mundial
Em 2017, o Banco Mundial publicou um relatório recomendando o Brasil a extinguir o ensino superior gratuito, o documento "Um ajuste justo – propostas para aumentar eficiência e equidade do gasto público no Brasil", elaborado pela instituição, argumenta que as despesas com ensino superior são "ineficientes" e "regressivas" e sugere o fim da gratuidade nas universidades públicas, com o pagamento de mensalidades pelas famílias mais ricas. Segundo o Banco Mundial, o governo quem solicitou o relatório.